# RTKM Rzeszów (żużel)
RTKM Rzeszów – polski klub żużlowy z Rzeszowa.
Po reorganizacji polskiego sportu, która miała miejsce na przełomie lat 40. i 50., działał w ramach Zrzeszenia „Gwardia”.
W rozgrywkach ligowych na szczeblu centralnym brał udział w latach 1949–1950. Przed sezonem 1951, w związku z powstaniem ligi „zrzeszeniowej”, siedzibą centralnej sekcji żużlowej Gwardii została Bydgoszcz.
Powrót ligowego żużla na szczeblu centralnym do Rzeszowa, po 4-letniej przerwie, nastąpił w sezonie 1955, kiedy do rozgrywek przystąpiła Stal Rzeszów. W kolejnym sezonie do rozgrywek przystąpiła również Resovia.

## Historia
„Czarny sport” trafił do Rzeszowa w latach powojennych. Po wojnie działalność wznowiło Rzeszowskie Towarzystwo Kolarzy i Motocyklistów (RTKM), które już przed wojną organizowało tak zwane wyścigi uliczne. W 1947 roku, ze względu na brak odpowiedniej infrastruktury, pierwsze imprezy w regionie na torze żużlowym odbywały się jednak na stadionie w niedalekim Jarosławiu. Pierwszy tor żużlowy w Rzeszowie oddano w 1948 roku na stadionie Resovii, a stało się to w związku z organizacją jubileuszu 25-lecia Rzeszowskiego Towarzystwa Kolarzy i Motorzystów. Kontynuacja działalności RTKM-u przyniosła udział w rozgrywkach ligowych w roku 1949. Dwa tygodnie po ostatnim meczu ligowym, tj. 24 września 1949 roku, władza ludowa zadecydowała jednak o zlikwidowaniu RTKM-u, a jego żużlowcy wstąpili do Zrzeszenia Sportowego Gwardia. Sezon 1950 rzeszowianie rozpoczęli już pod szyldem Gwardii Rzeszów.
Przed sezonem 1951 GKKF i Komisja Sportowa PZMot ustaliły, że powstanie liga złożona z 6 drużyn – przedstawicieli Zrzeszeń Sportowych Związków Zawodowych: Unia Leszno, Budowlani Warszawa, Ogniwo Bytom, Górnik Rybnik, Stal Ostrów Wielkopolski i Kolejarz Rawicz. Oprócz nich jeszcze przedstawiciele wojska – CWKS Warszawa i milicji – Gwardia Bydgoszcz. Ponadto przed rozpoczęciem rozgrywek do ligi dołączyły Włókniarz Częstochowa i Spójnia Wrocław. O tym, który klub będzie przedstawicielem milicji zadecydowała ostatecznie sportowa rywalizacja. Na początku do ligi przyłączono gwardzistów z Bydgoszczy, jednak zespoły z Poznania i Rzeszowa oprotestowały tę decyzję i zarządzono, że rozstrzygnięcie sporu będzie miało miejsce na torze. 23 kwietnia 1951 roku w Rzeszowie rozegrano turniej, w którym kolejność była następująca: Gwardia Bydgoszcz, Gwardia Poznań i Gwardia Rzeszów. Gwardii Rzeszów pozostała rywalizacja w drużynowych mistrzostwach Polski maszyn przystosowanych, gdzie startowali również w następnych latach, rywalizując m.in. ze Stalą Rzeszów.

## Sezony
| Sezon | Rozgrywki ligowe | Rozgrywki ligowe | Rozgrywki ligowe | Uwagi                                                                             |
| Sezon | Liga             | Liga             | Miejsce          | Uwagi                                                                             |
| ----- | ---------------- | ---------------- | ---------------- | --------------------------------------------------------------------------------- |
| 1949  | II               | II liga          | 4/9              |                                                                                   |
| 1950  | II               | II liga          | 6/8              |                                                                                   |
| 1951  | I                | Liga             | –                | 3. miejsce w turnieju barażowym „gwardzistów” o przydział do ligi „zrzeszeniowej” |

| Poziom ligowy | Liczba sezonów | Sezony    |
| ------------- | -------------- | --------- |
| II            | 2              | 1949–1950 |